# King George Sound (West-Australië)
King George Sound is een baai aan de zuidkust van West-Australië. Oorspronkelijk werd ze King George the Third's Sound genoemd maar vanaf 1805 werd er naar verwezen als King George's Sound (Sydney Gazette 13/10/1805). De schrijfwijze "King George Sound" kwam geleidelijk aan in gebruik nadat de admiraliteit vanaf 1934 de intentie steunde om de possessiefsuffix "s" in geografische benamingen te laten vallen. De oorspronkelijke bevolking, de Nyungah, noemen de baai Mammang-Koort, 'hart van de walvis'.
De baai beslaat een oppervlakte van honderdtien vierkante kilometer en varieert in diepte van tien tot vijfendertig meter. De stad Albany is gelegen aan de baai die in het noorden wordt begrensd door het vaste land, in het westen door het schiereiland Vancouver en in het zuiden door Bald Head en het schiereiland Flinders. In het oosten gaat de baai in de oceaan over maar wordt beschut door de eilanden Breaksea en Michaelmas. 
Er maken twee zeeboezems (natuurlijke havens) deel uit van de baai, Princess Royal Harbour in het westen en Oyster Harbour in het noorden. Beide zeeboezems bieden een uitstekende bescherming tegen harde zeewinden en zware deining. De haven in de Princess Royal Harbour was zeventig jaar lang, tot de opening van de Fremantle-binnenhaven in 1897, de enige diepzeehaven in West-Australië.

## Geschiedenis
De eerste vermelding van een Europeaan die de baai aandeed staat op naam van de Engelse ontdekkingsreiziger George Vancouver in 1791. Hij vernoemde "King George the Third's Sound" naar de toentertijd heersende monarch. De volgende bezoeken aan de baai staan op naam van kapitein Dennis van de Kingston en kapitein Dixson van de Elligood. Beide schepen waren walvisjagers en ze vingen drie walvissen in de baai. Dixson liet een gegraveerde koperen plaat achter.
Matthew Flinders lag voor anker in de baai van 8 december 1801 tot 5 januari 1802 en verkende de streek. Zijn mannen vonden de koperen plaat die Dixson had achtergelaten. In die kleine maand verzamelden scheepsbotanicus Robert Brown en hovenier Peter Good een vijfhonderdtal plantenspecimen. Nicolas Baudin kwam met Le Geographe in februari 1803 in de baai toe en ontmoette er Louis de Freycinet aan boord van de Casuarina alvorens de westkust van Australië verder te verkennen. Gedurende de tijd die ze in de baai verbleven verzamelde de naturalist François Péron duizendzestig nieuwe schelpdiersoorten en zeesterren. In 1818 deed Phillip Parker King de baai aan met de HMS Mermaid op weg naar de Noordwestkaap. De Fransman Jules Dumont d'Urville bezocht de baai met de Astrolabe in 1826.

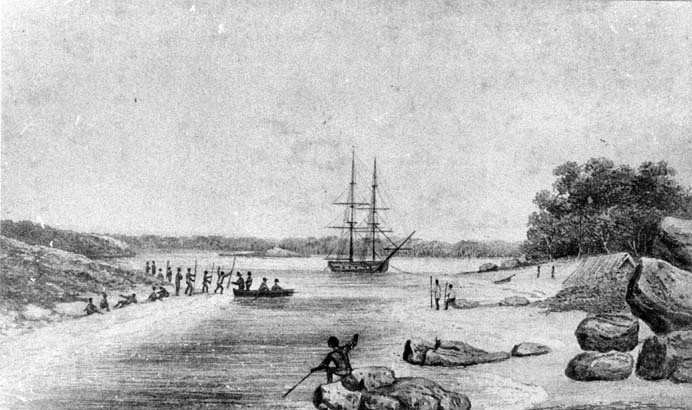
Phillip Parker Kings schets van Oyster Harbour uit 1818

Op 25 december 1826 kwam de brik Amité van de koloniale overheid van New South Wales, onder het gezag van majoor Edmund Lockyer, in de baai toe, en vestigde er een militaire nederzetting, om aldus aanspraak te maken op het westen van Australië. Lockyer noemde de nederzetting Fredrick Town naar George III's tweede zoon Frederik van York maar de naam werd nooit algemeen aanvaard. In plaats daarvan werd gewoonlijk naar de nederzetting en haar omgeving verwezen als King George's Sound. In 1832 riep toenmalig gouverneur van West-Australië, James Stilring, de nederzetting uit tot stad en noemde haar Albany. Naar de omgeving bleef men echter nog lange tijd verwijzen als King George's Sound.
In 1834 bracht Robert Dale in Londen een drukwerk met een panoramische afbeelding van de baai vanop Mount Clarence en een pamflet met een beschrijving van de baai, haar geografie, geologie, fauna, flora en oorspronkelijke bewoners. Op 8 maart 1836 deed de HMS Beagle King George Sound aan en ging er acht dagen voor anker. Het schip had de jonge naturalist Charles Darwin aan boord die aan wal ging om specimen te verzamelen. De Beagle was op terugweg na haar reis rond de wereld en had eerder reeds Sydney aangedaan.
Tot de ontwikkeling van de haven van Fremantle in 1897 lag de enige diepzeehaven van West-Australië in de King George Sound. Ze was de favoriete locatie om post en voorraden van buiten West-Australië te laten toekomen. Die werden dan verder naar Perth en Fremantle vervoerd over de weg of door middel van de kustvaart tot begin jaren 1890 toen de Great Southern Railway opende en gebruik werd gemaakt van haar snellere dienstverlening. De haven van Albany is gelegen in het noorden van de Princess Royal Harbour, grenzend aan Albany. De haven werd ontwikkeld vanaf 1826 en breidde sindsdien regelmatig uit. De haven heeft vijf aanlegplaatsen voor panamax-schepen. Er worden ongeveer honderdtwintig schepen per jaar geladen. 
In 1914 vertrokken Australische en Nieuw-Zeelandse soldaten, bekend als de Anzacs, vanuit de haven van Albany naar Egypte. Op de top van Mount Clarence werd een gedenkteken opgericht in nagedachtenis van de Anzacs van het Desert Mounted Corps. De bijdrage in de slag om Gallipoli van Mustafa Kemal Atatürk, Turks president van 1923 tot 1938, wordt gehuldigd door de ingang van Princess Royal Harbour de Atatürk Entrance te noemen.
Er zijn bewijzen dat James Daniels reeds in 1849 op walvissen joeg in de Barkerbaai. Hij opereerde vanop de kust. Walvisjagers afkomstig uit Hobart deden de baai aan in de tweede helft van de 19e eeuw. Het Cheyne Beach Whaling Station begon in 1952 te opereren vanuit de Frenchmanbaai die deel  uitmaakt van de King George Sound. Het oorspronkelijke quotum van vijftig bultruggen werd verhoogd tot honderdvijfenzeventig. Op het hoogtepunt van haar activiteiten in de baai ving het bedrijf negenhonderd tot duizendhonderd bultruggen en potvissen per jaar. In 1963 werd het vangen van bultruggen verboden waardoor de rendabiliteit van de operaties verminderde. In 1978 sloot het Cheyne Beach Whaling Station de deuren na zwaarder wordende druk door groene lobbygroepen. Het was Australiës laatste kustwalvisvangstbedrijf.
In maart 2016 werd een barrière tegen haaien aangelegd nabij Middleton Beach in het uiterste noordwesten van de baai.

## Flora
Er groeien nog dichte bedden zeegras in de King George Sound maar ze worden aangetast door een teveel aan voedingsstoffen en de industrie uit de omgeving. De zeegrassen Posidonia australis, Posidonia robertsoneae, Posidonia kirkmanii, Posidonia sinuosa, Posidonia denhartogii, Posidonia ostenfeldii, Amphibolis antarctica, Amphibolis griffithii, Halophila australis, Halophila ovalis, Ruppia megacarpa en Heterozostera tasmanica komen allemaal voor in de baai. 
De vegetatie in de kwelders van de Princess Royal en Oyster Harbour verschilt van de vegetatie op de zandstranden. De kwelders bevatten een verscheidenheid aan plantensoorten waaronder zeekralen, Suaeda, Astartea, Acacia, rus (Juncus kraussi) en mirte (Melaleuca cuticularis). Zoetwatersoorten komen ook voor op plaatsen waar veel zoetwater de baai invloeit. Op de zandstranden groeit struikgewas en zegge zoals Cakile en melde (Atriplex hypoleuca).

## Fauna
King George Sound omvat een grote verscheidenheid aan habitats die een overvloed aan zeeleven toelaten. Grote oppervlakten worden ingepalmd door de koralen Turbinaria frondens, Turbinaria mesenterina en Turbinaria reniformis. Men kan er ook nog andere koralen vinden zoals de Scolymia australis, Plesiastrea versipora, Coscinaraea mcneilli en de Coscinaraea marshae. Een grote wilde mosselpopulatie leefde in de baai en commerciële mosselkwekerijen kweken en oogsten mossels in de omgeving.

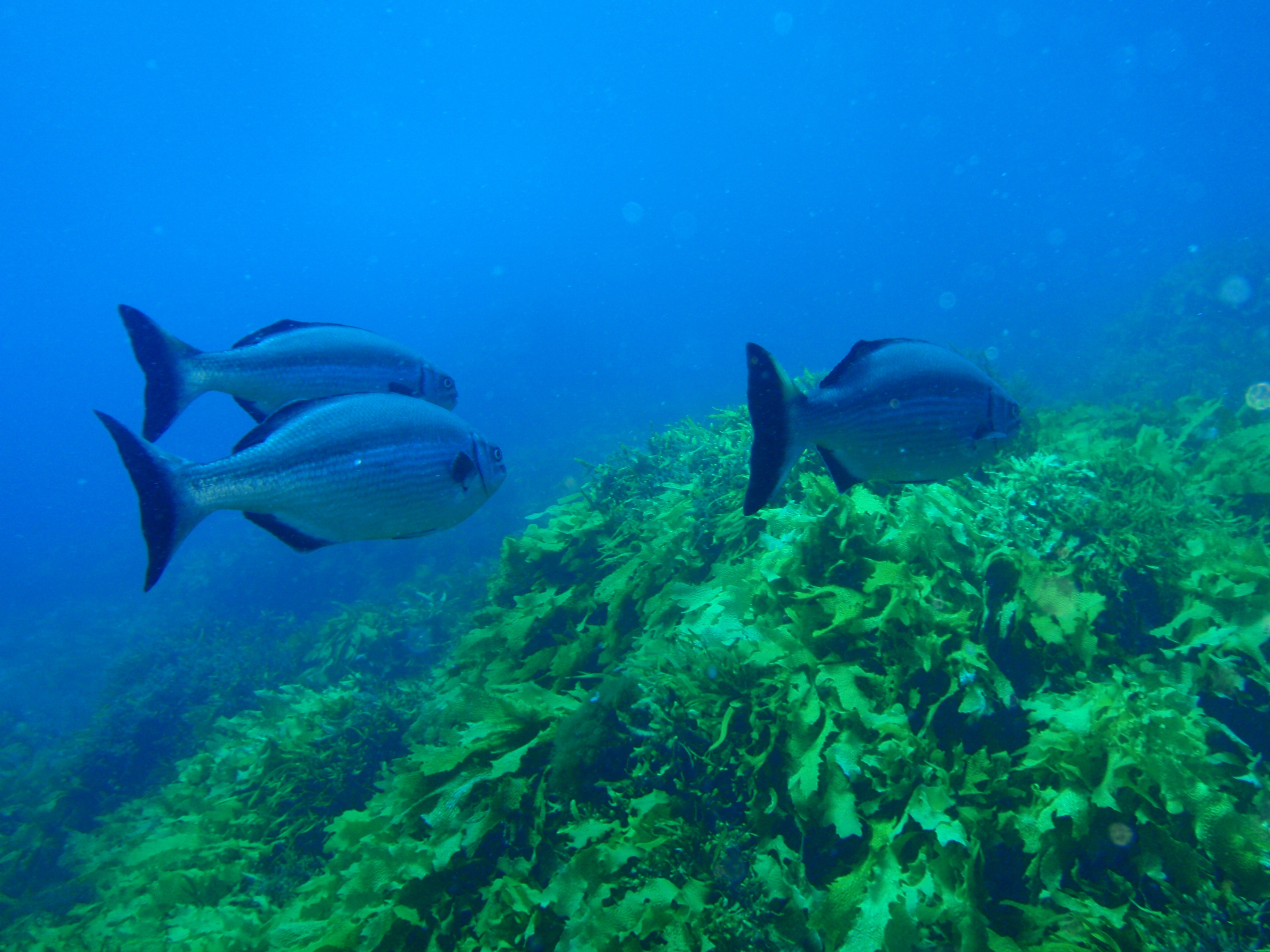
Kyphosus sydneyanus

Er wordt geschat dat tweehonderddrie vissoorten Oyster Harbour, Princess Royal Harbour en King George Sound bevolken. De Australische sardine (Sardinops sagax neopilchardus) is goed voor 97% van de totale visvangst. Andere soorten die veel voorkomen zijn de Arripis georgianus, Oligoplites saurus, Cnidoglanis macrocephalus, Sillaginodes punctatus, Pomatomus saltator, Engraulis australis, Pseudocaranx wrighti, Rhabdosargus sarba, Platycephalus, Mugil cephalus, Pelates sexlineatus, Ammotretis rostratus, Dactylophora nigricans en de Favonigobius lateralis.
Zeeroofdieren leven op verscheidene plaatsen in de baai, zowel langs de kust als op de eilanden. De soorten die het meest aangetroffen worden zijn de Australische zeeleeuw en de Nieuw-Zeelandse zeebeer. Soorten die weleens gezien worden maar als toevallige bezoekers worden beschouwd zijn de subantarctische zeebeer en het zeeluipaard. Ook dolfijnen treft men er aan. Ze worden helaas gevangen in of verdrinken door visnetten of ze spoelen aan op het strand. De gewone dolfijn (Delphinus delphis) en de tuimelaar werden in de omgeving waargenomen.
Van juli tot oktober doen de zuidkaper en de bultrug de baai aan om te paren en te kalveren in de beschermde wateren. Andere walvissen die in de baai werden aangetroffen zijn de dwergvinvis, blauwe vinvis, Indische griend, zwarte zwaardwalvis en de orka. De potvis deed de baai ook aan toen er nog op gejaagd werd maar recent werd hij niet meer waargenomen.
De baai is 's zomers een uitstekende habitat voor migrerende waadvogels. Men schat dat twee- tot drieduizend vogels rondom de baai neerstrijken om zich in de ondiepe kwelders te voeden. Tijdens de zomermaanden vindt men er de roodkeelstrandloper, kanoet, roodkopplevier, Mongoolse plevier, Siberische grijze ruiter, regenwulp, groenpootruiter, geelsnavellepelaar, witwangreiger, en de kluut. Andere vogels die regelmatig worden waargenomen rond de baai zijn de aalscholver, Australische bonte scholekster, Australische zwarte scholekster, diksnavelmeeuw, reuzenstern, pelikaan, visarend en de witbuikzeearend.

## Geologie

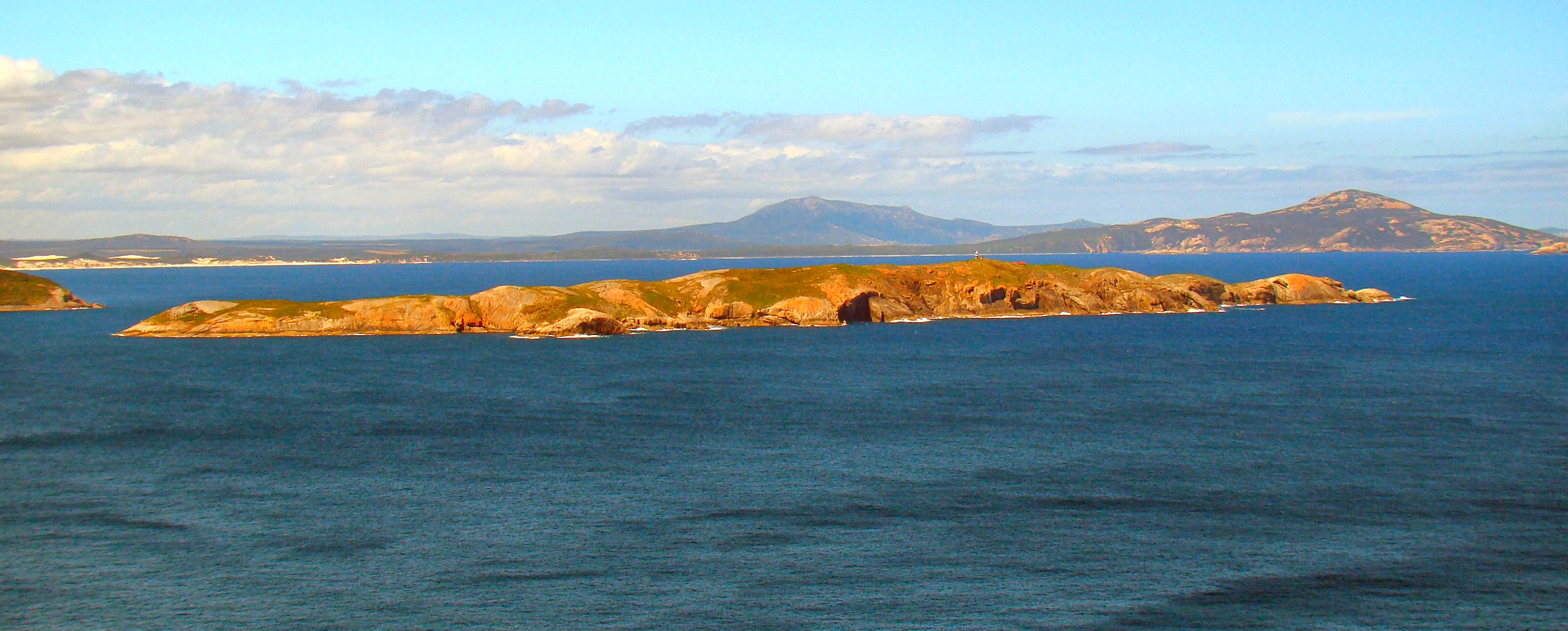
Breaksea-eiland

De West-Australische zuidkust loopt langs de zuidelijke rand van het Yilgarn Kraton. Ze bestaat uit uitstekende landtongen in graniet- en gneisgesteente dat gevormd werd door tektonische activiteit in het Proterozoïcum. Tussen de landtongen liggen boogvormige baaien met stranden en daarachter duinen uit het Holoceen. 
De King George Sound bevat veel eilanden en eilandjes bestaande uit granitoïde met daarop meestal een laag opgehoopte aarde. De belangrijkste eilanden zijn Breaksea-eiland, Michaelmas-eiland, Seal-eiland, Mistaken-eiland en Green-eiland.

## Oceanografie
Het getijdenverschil in de King George Sound (met inbegrip van Princess Royal Harbour en Oyster Harbour) is 0,4 meter en tijdens een springtij 1,1 meter. De getijdenhoogten kunnen periodiek stabiel blijven. Het dubbeldaags getij komt vaak voor maar het enkeldaags getij ook af en toe. 
De watertemperatuur in de baai is lichtjes verschillend van die in de open zee.
| Locatie           | Gemiddelde zomer temp (°C) | Gemiddelde winter temp (°C) |
| ----------------- | -------------------------- | --------------------------- |
| Open zee          | 20,1                       | 17,3                        |
| King George Sound | 20,5                       | 13,6                        |

Het zoutgehalte van het water in de baai blijft relatief constant tussen 34,8 en 35,5‰. De lagere zoutgehaltes worden bereikt in de winter wanneer hevige regens zoetwater via de rivieren King en Kalgan de baai in leiden. De Leeuwin-zeestroom oefent enige invloed uit daar ze in oostelijke richting langs het continentaal plat de baai instroomt.

## Scheepswrakken
Er liggen veel scheepswrakken in de King George Sound. De bekendste en meest recente is de 133 meter lange torpedobootjager HMAS Perth. Het schip werd in 2001 nabij Seal-eiland op een diepte van vijfendertig meter tot zinken gebracht om als duik-site te dienen.
De voormalige walvisjager Cheynes werd als schroot verkocht in 1961 en vervolgens tot zinken gebracht tussen het eiland Michaelmas en de noordkust van de baai. De Cheynes II, een andere jager uit de vloot, werd in 199o op Geak Point nabij Quaranup in Princess Royal Harbour de kust opgeblazen en ligt er nog steeds, ongeveer tweehonderdnegentig meter voor de kust.
In 1867 zonk de Lady Lyttleton toen men het probeerde te herstellen in het kanaal nabij Emu Point.
De Fanny Nicholson, een houten bark uit Hobart, werd gebruikt als walvisjager toen het aan de grond liep door een rukwind in 1872. De overblijfselen zijn nog steeds zichtbaar bij laag water in de Frenchmanbaai. De Runnymede, een andere Tasmaanse walvisjagende bark, verging hetzelfde lot toen het aan de grond liep tijdens een storm in 1881.
Twee scheepswrakken in de baai worden door de Historic Shipwrecks Act uit 1976 beschermd. De houten bark Athena die in 1908 zonk en de houten boot Elvie die zonk in 1923.
In 1868 voer de Northumberland, een houten bark beladen met tweeduizend ton kolen, op een rif aan Bald Head nabij de ingang van de King George Sound. Het schip geraakte los en zeilde de baai in met een gebroken roer. De bemanning liet het schip uiteindelijk achter en vluchtte met de reddingsboten. De Northumberland brak en zonk tussen kaap Vancouver en Breaksea-eiland.

## Galerij

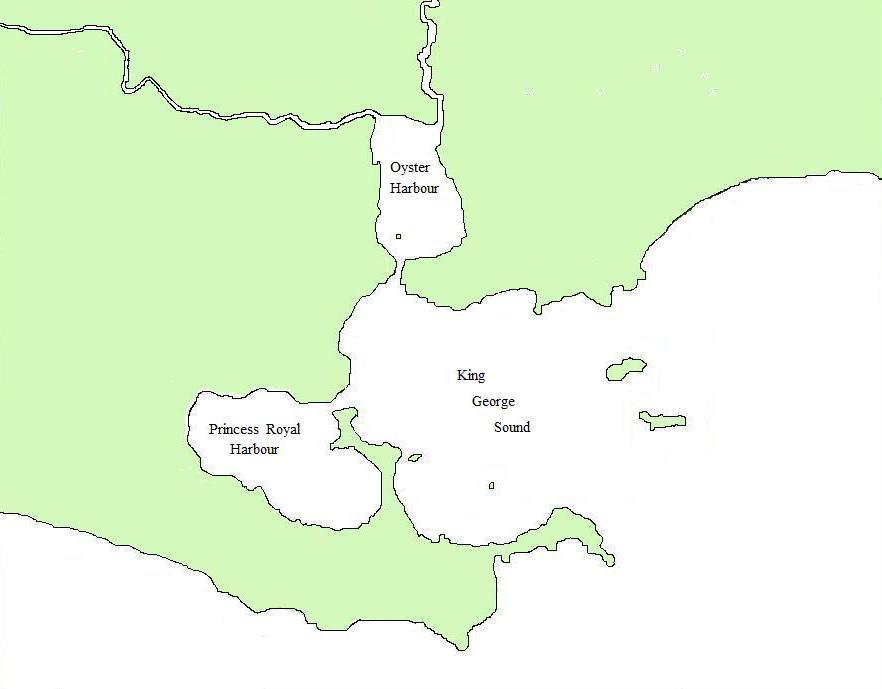
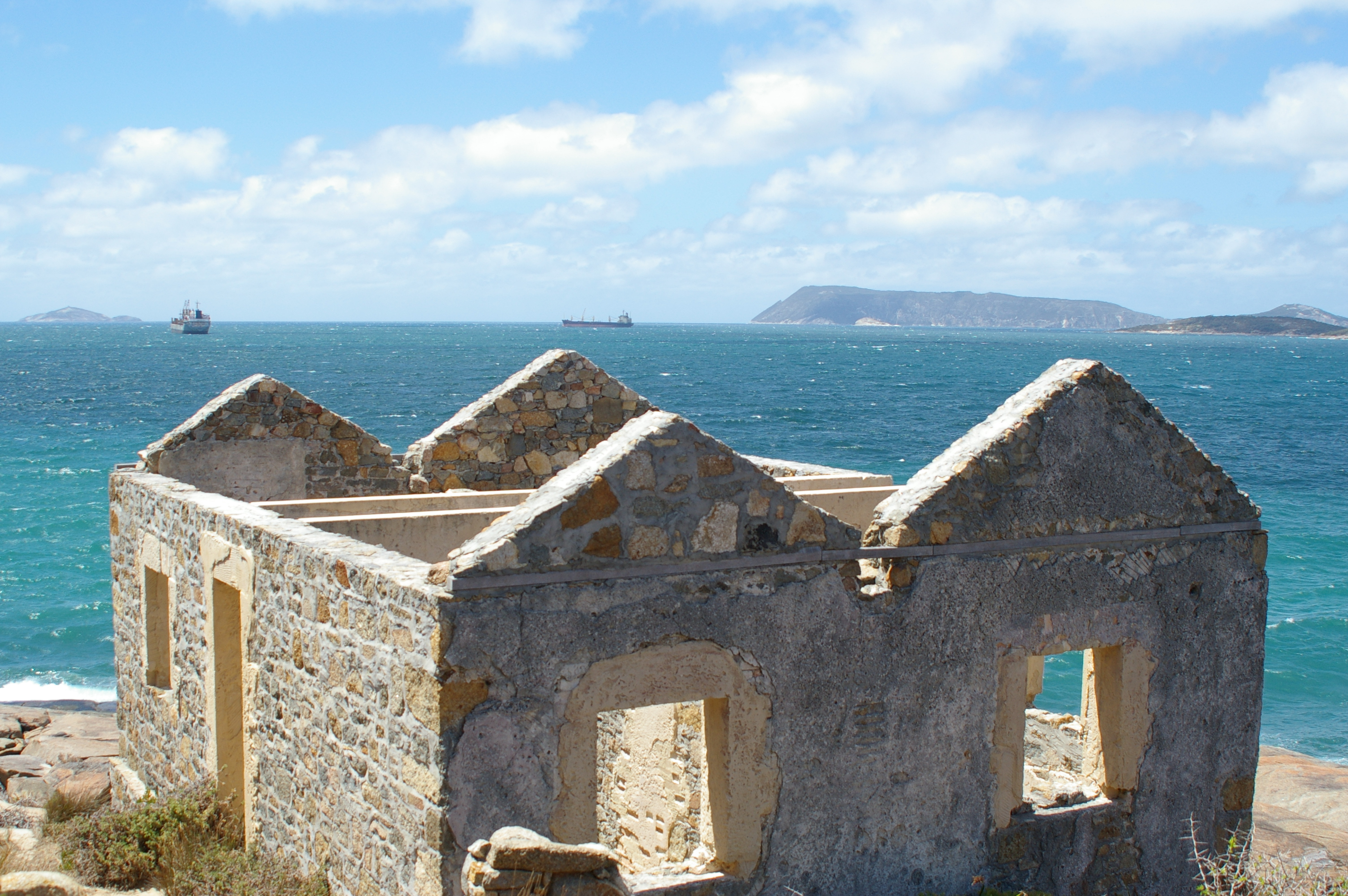
Point King
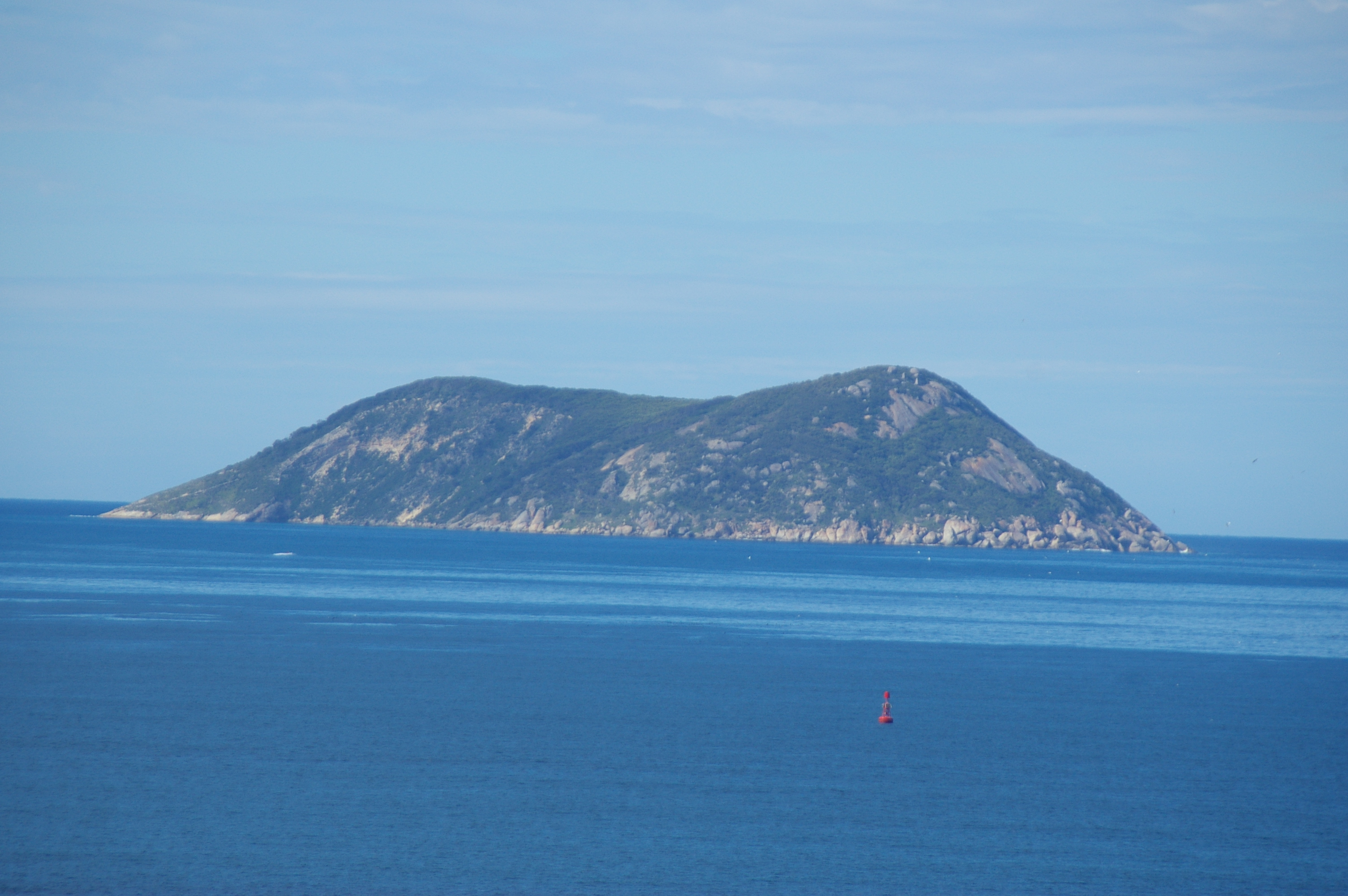
Michaelmas-eiland vanaf Mount Clarence
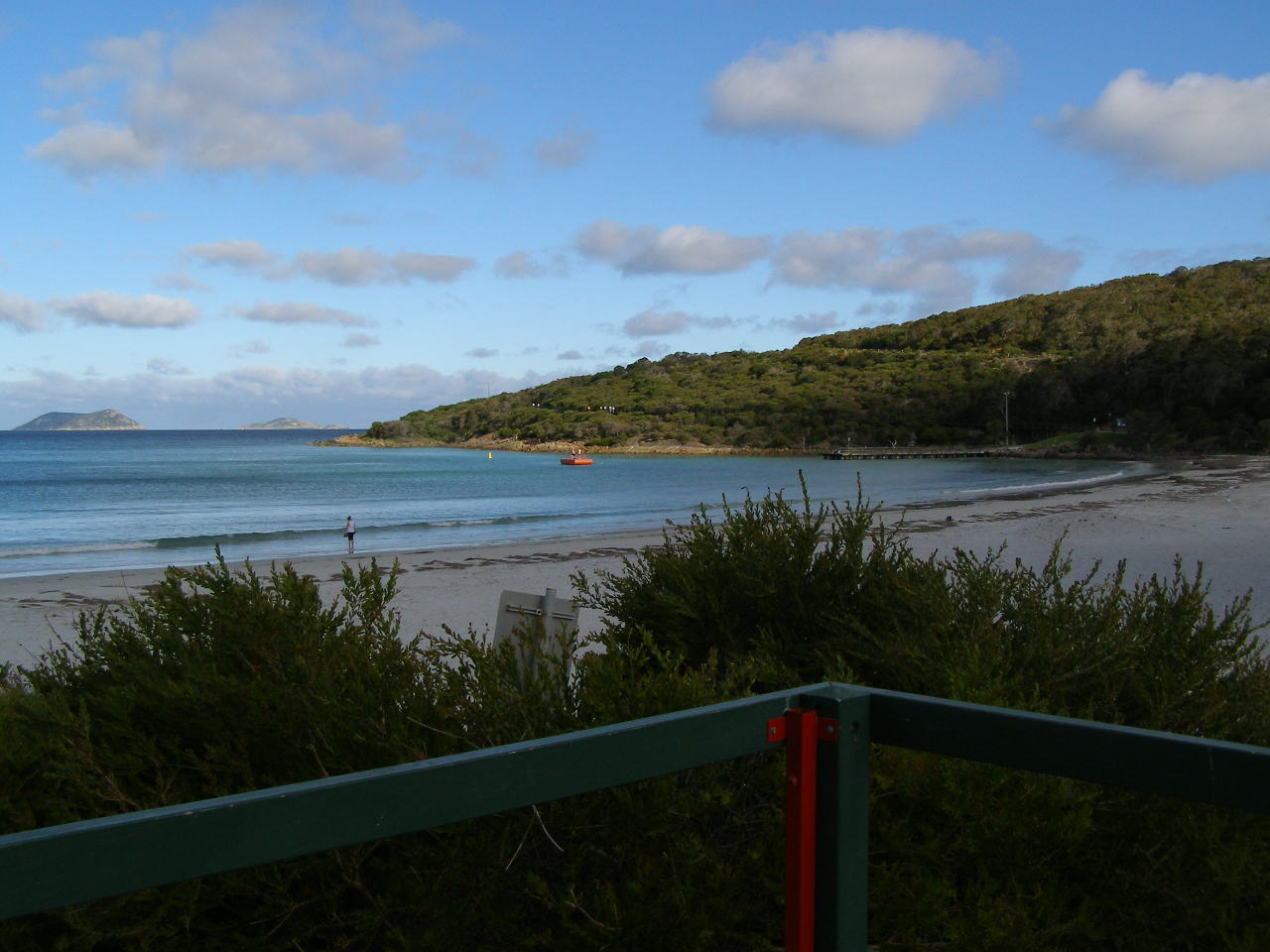
Middleton-strand
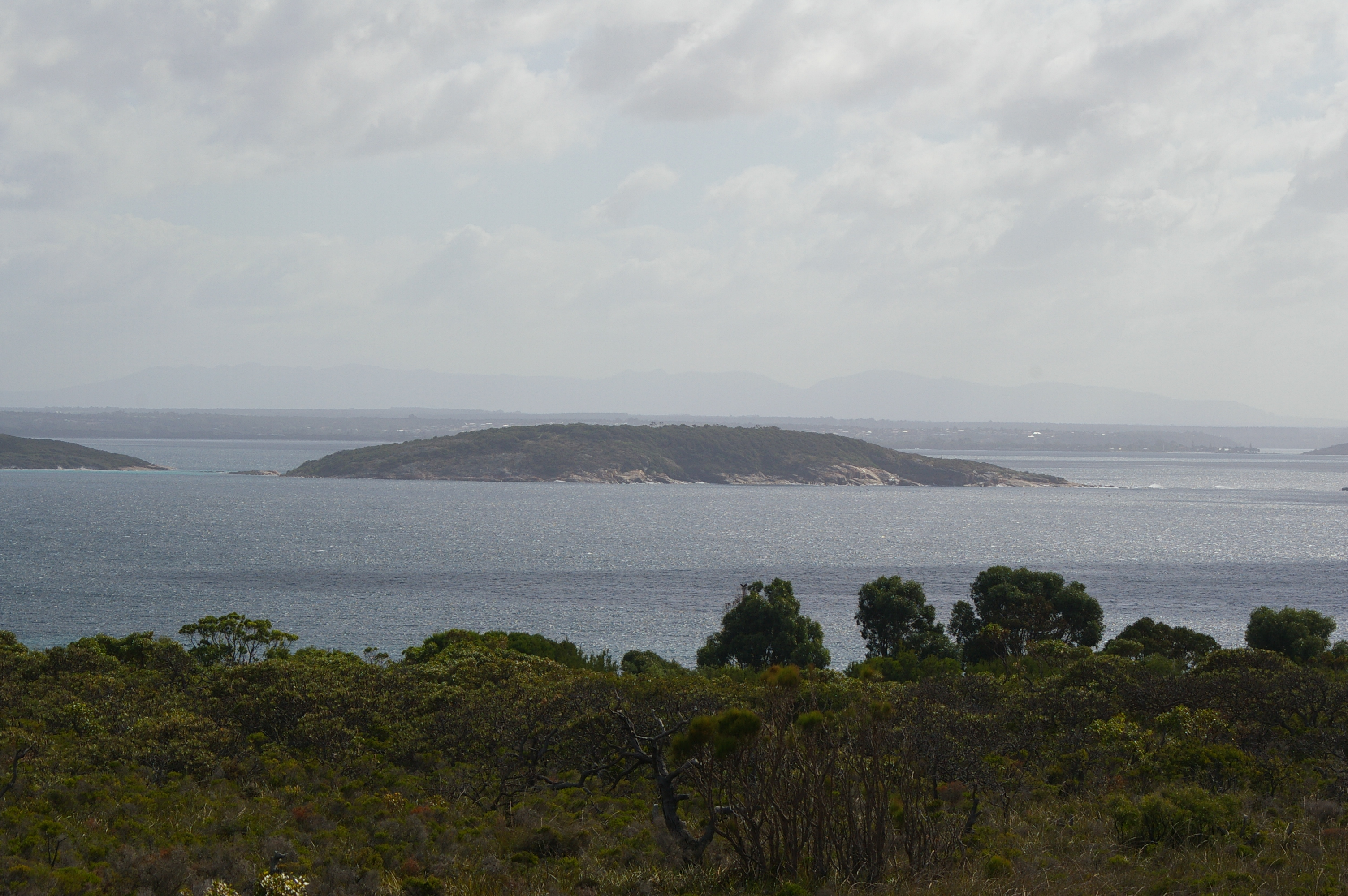
Mistaken-eiland van nabij Goode Beach
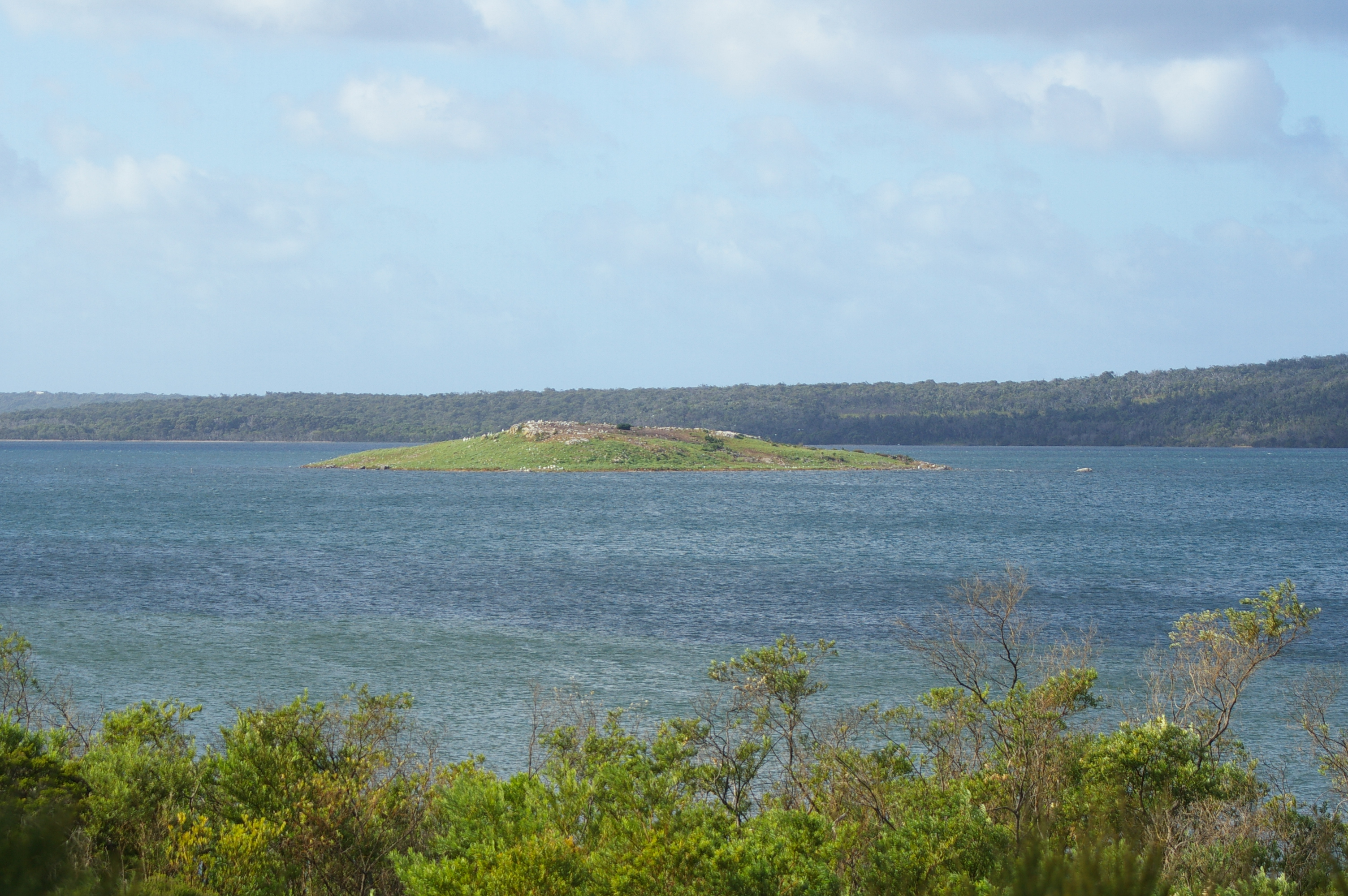
Green-eiland vanaf Bayonet Head
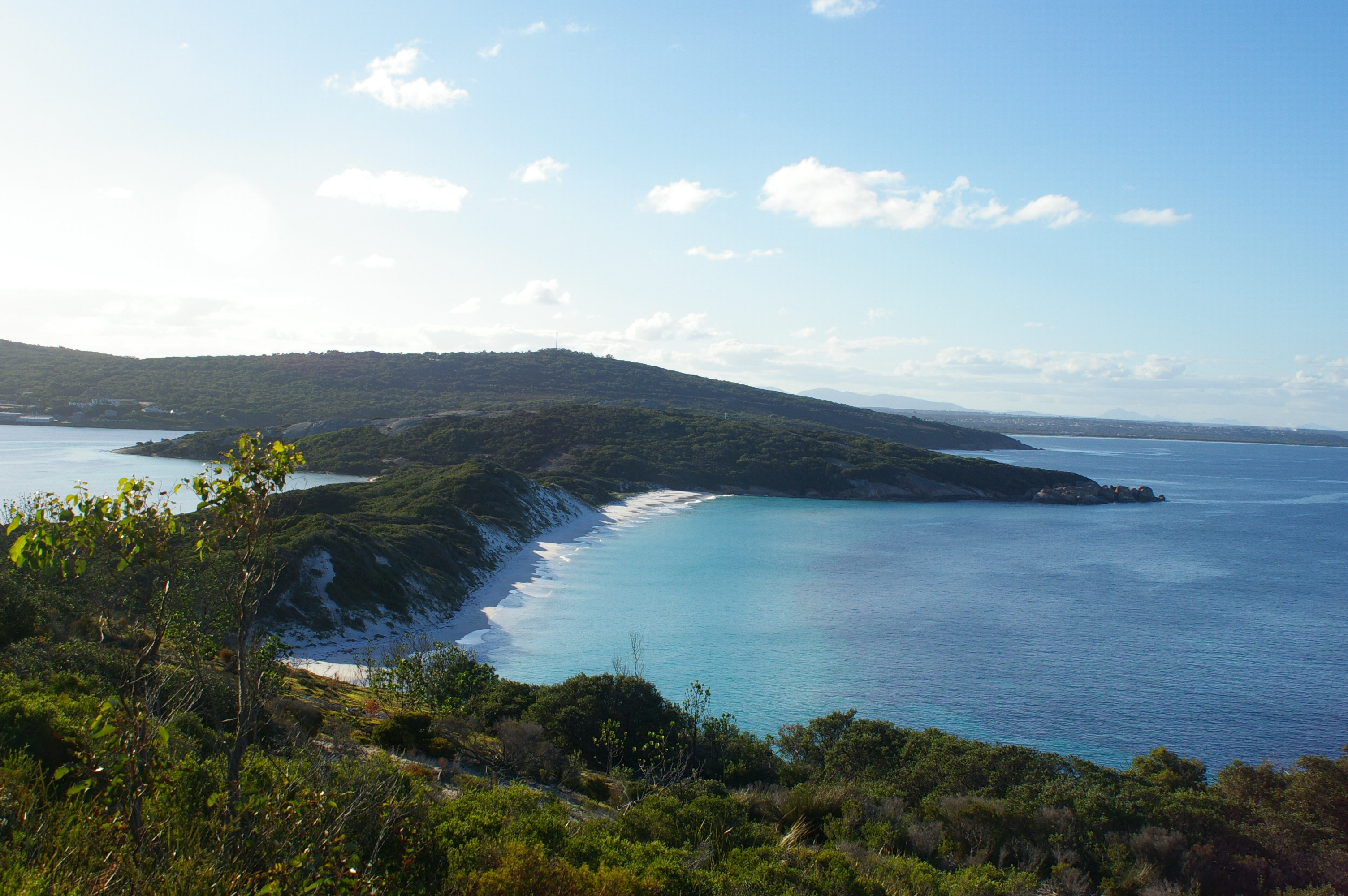
Point Possession
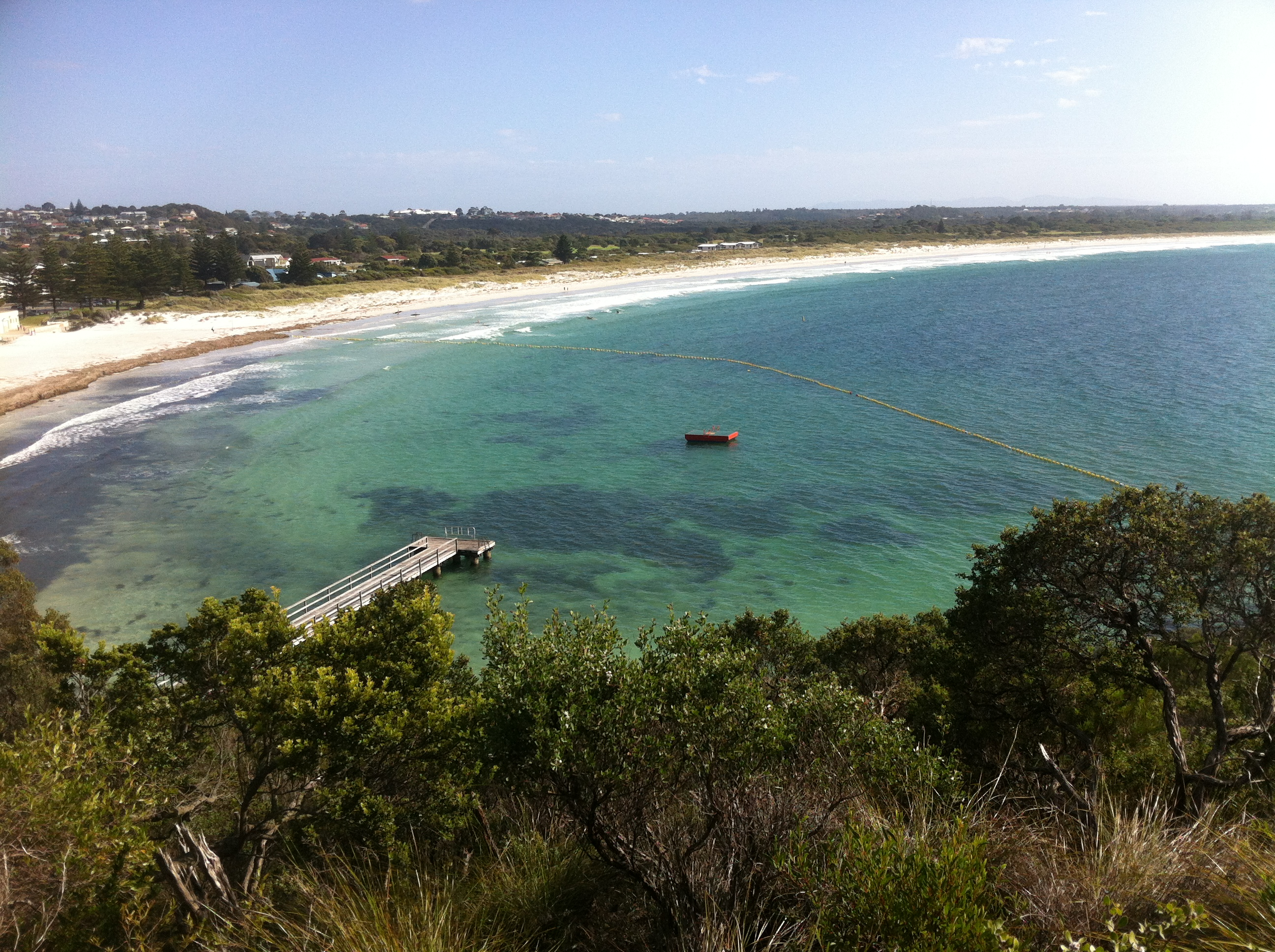
Gele vlotten van de Middleton-strand haaienbarrière maart 2016
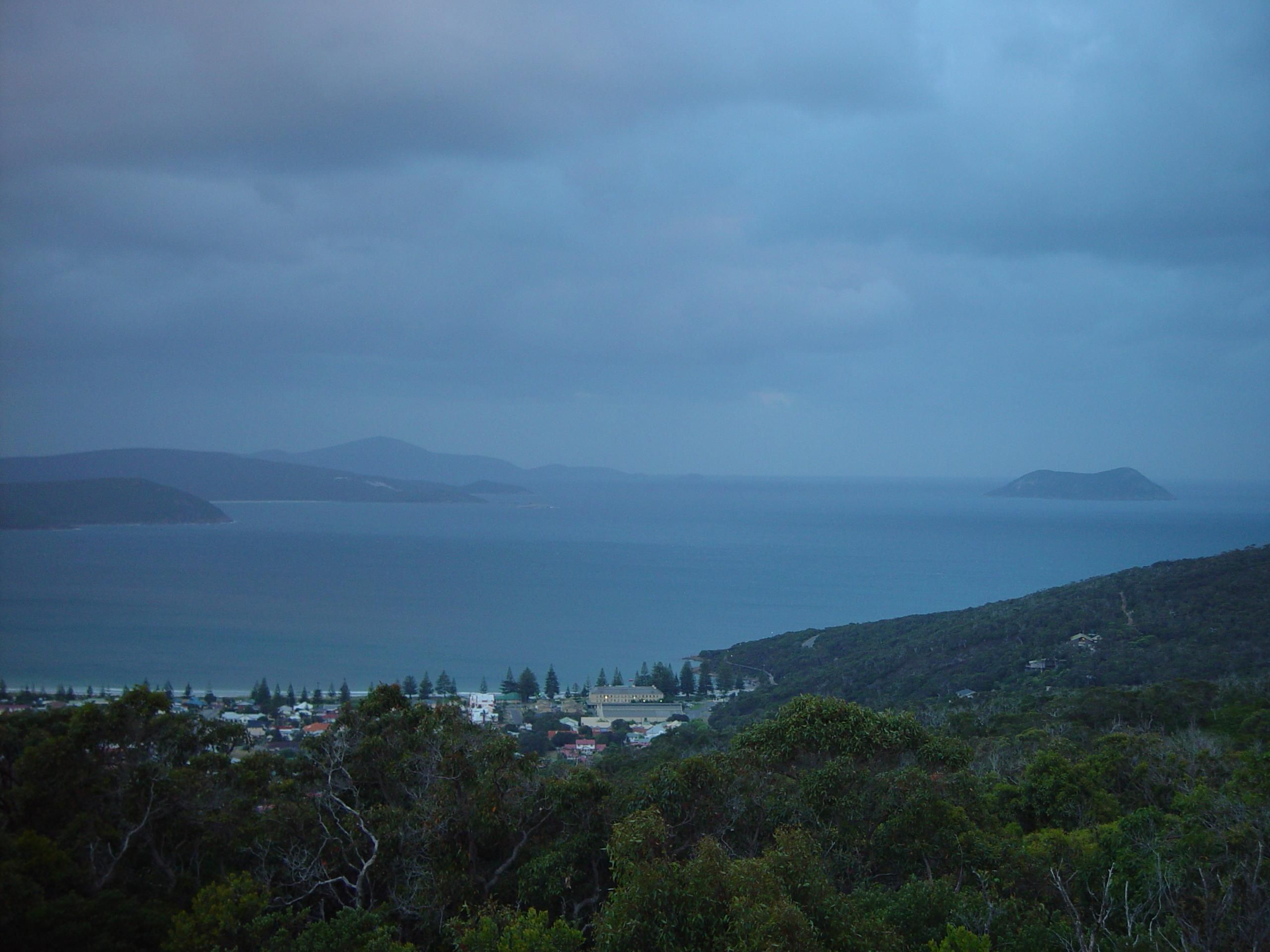
Eilanden en landtongen in de baai
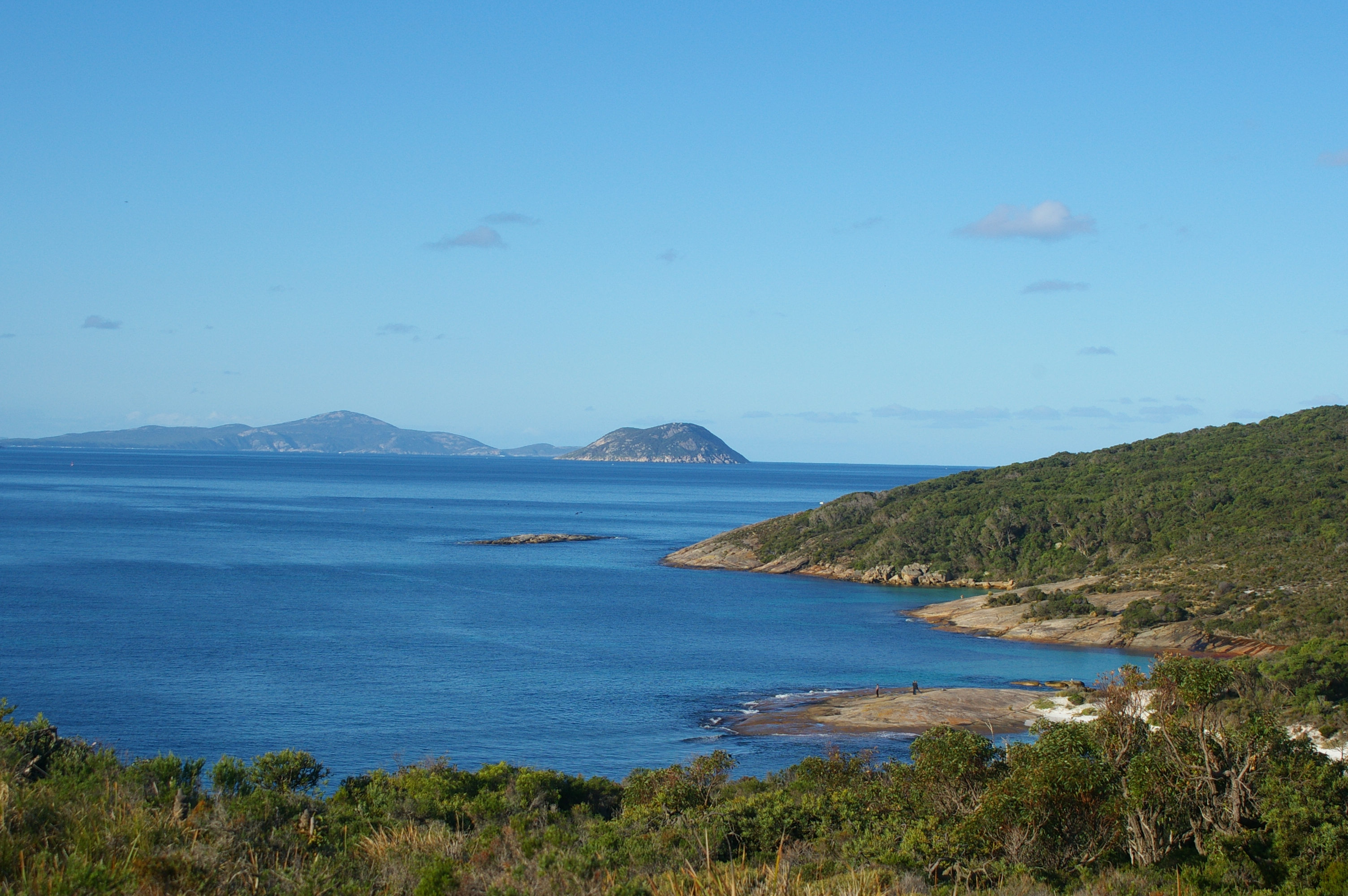
Whalers-strand uitkijkend op Michaelmas-eiland vanop Vancouver-schiereiland
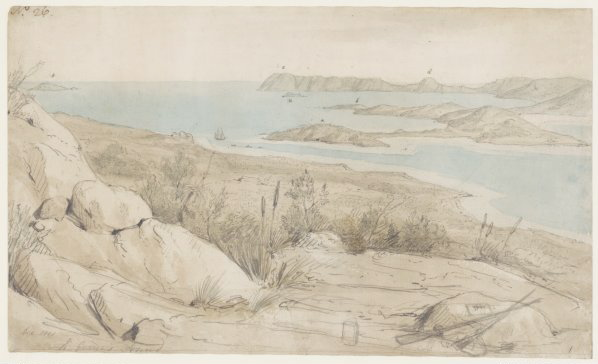
King George's Sound, view from the north-west door William Westall in 1801
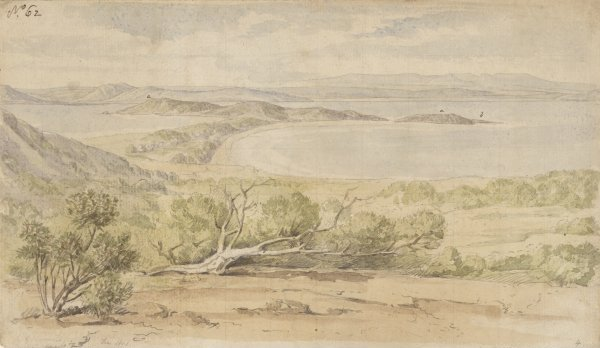
King George's Sound, view from Peak Head door Westall
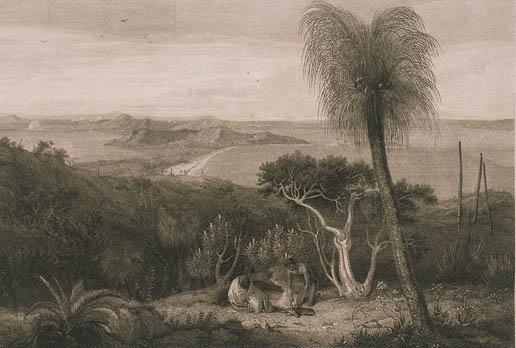
View from the south side of King George's Sound door Westall